# Saturno
Saturno, född 20 februari 1991 i Guadalajara i Jalisco, är en före detta mexikansk fribrottare.
Han är en del av en större fribrottningsfamilj. Hans far, Gran Cochisse, är en mycket framgångsrik fribrottare och senare tränare. Saturno tränades av sin far, men även av El Satánico.
Saturno brottades under en fribrottningsmask, vilket är vanligt inom lucha libre. Hans identitet är inte känd av allmänheten, utöver hans familjerelationer. 2017 avslutade Saturno sin karriär som fribrottare.

## Karriär
Debuterade i juli 2008 under namnet "Boomerang". I november samma år började han att brottas i Consejo Mundial de Lucha Libre (CMLL), Mexikos äldsta fribrottningsförbund. I mars 2009 bytte han namn till Saturno samtidigt som han flyttades från förbundets Guadalajara-gren, in till Mexico City och de stora evenemangen. Han fortsatte brottas i CMLL i ett och ett halvt år, och i mars 2010 utmanade han Pequeño Pierroth för förbundets lättviktstitel, men blev besegrad.
Saturno gjorde sin sista match i CMLL i augusti 2010. Sedan hans far, Gran Cochisse, fått sparken som huvudtränare i den CMLL-ägda arenan Arena Coliseo Guadalajara lämnade även Saturno förbundet. Sedan 2019 är dock Gran Cochisse åter huvudtränare i arenan.
Efter ett par år på den oberoende scenen fick Saturno chansen i Lucha Libre AAA Worldwide via deras talangturnering ¿Quién pinta para la Corona? år 2012. Han blev en av vinnarna, tillsammans med Rey Celestial och La Jarochita, och tre fick sades få varsitt ettårskontrakt med AAA. Saturno gick tre matcher i TV för AAA i maj 2013 med syntes sedan inte till mer i förbundet.
Den 4 mars 2017 gick Saturno en kritikerrosad match mot Skyman i Arena San Juan Pantitlán för det oberoende förbundet Caralucha. Senare samma år avslutade Saturno karriären, 26 år gammal, och arbetar numera som livvakt.